# Delia pseudechinata
Delia pseudechinata är en tvåvingeart som beskrevs av Griffiths 1991. Delia pseudechinata ingår i släktet Delia och familjen blomsterflugor. Inga underarter finns listade i Catalogue of Life.